# Cantón Gonzanamá
Gonzanamá es uno de los 16 cantones que conforman la provincia de Loja, Ecuador, se encuentra ubicado en una amplia zona al sureste del cantón Loja. Se encuentra ubicado en la parte central de la provincia con dirección sur oriente; su altura fluctúa entre 1.000 y 3.000 m s. n. m..

## Reseña histórica
Después de la conquista española, vinieron a este lugar los religiosos Dominicos que fundaron la doctrina de Santo Domingo de Gonzanamá, que estaba formada por grandes confederaciones, la de los Colambos, Gonzanamá es y colindantes se encontraban los Colcas, Purunumas, Sacapalcas, Changaiminas, Lanzacas, Quilangas, Nambacolas, Anganumas, Luginumas, Chalangas. Durante la colonia hombres y mujeres gonzanameños/as  toman conciencia de que es mejor vivir en libertad que sometidos a la corona  española, llegando en forma unánime a suscribir el acta de la independencia el 17 de febrero de 1822. 
Inicialmente fue parroquia rural del cantón Loja, al que perteneció hasta el 27 de septiembre de 1943, fecha en la cual el gobierno del Dr. Carlos Arroyo del Río, expidió el decreto legislativo número 928 de cantonización, publicada en el registro oficial el 30 de septiembre de 1943

## Actividad Económica
Gonzanamá es una zona netamente agropecuaria, en la que se cultiva principalmente maíz, fréjol, tomate, caña de azúcar, maní y arveja. Desde el punto de vista pecuario, la especie que predomina es el ganado bovino, lo que ha permitido que tradicionalmente Gonzanamá se haya destacado como un centro productor de queso.
La fabricación de tejidos es otra de las actividades que identifica a Gonzanamá. La producción de estos se realiza con la utilización de una técnica artesanal, donde las diferentes fases del proceso son ejecutadas en forma manual y dentro del núcleo familiar.
El turismo también representa un potencial económico significativo para el Cantón ya que tiene importantes potencialidades ecoturísticas, de turismo comunitario y montañas, bellezas naturales, vistas panorámicas, bosques secos, ríos y quebradas secas, lagunas, restos arqueológicos, etc.

## Geografía
Como el resto de la provincia, Gonzanamá está situado en los Andes Bajos, y cuenta con una variación altitudinal desde 1.000 m s. n. m. hasta los 2800 m s. n. m., con pendientes que oscilan entre el 8 y 50%.
La geografía está comprendida por varios accidentes geográficos entre los que destacan principalmente el cerro Colambo (3000 m s. n. m.), los valles de Nambacola y Sacapalca en la cuenca del Río Catamayo y las zonas de Guayural - Boquerón en las confluencias del Valle de Catamayo.
El mayor eje hidrográfico del cantón es el río Catamayo.

## Clima
El clima del cantón Gonzanamá es principalmente templado en la parte alta y cálido seco en la parte baja.
| Parámetros climáticos promedio de Gonzanamá, Ecuador | Parámetros climáticos promedio de Gonzanamá, Ecuador | Parámetros climáticos promedio de Gonzanamá, Ecuador | Parámetros climáticos promedio de Gonzanamá, Ecuador | Parámetros climáticos promedio de Gonzanamá, Ecuador | Parámetros climáticos promedio de Gonzanamá, Ecuador | Parámetros climáticos promedio de Gonzanamá, Ecuador | Parámetros climáticos promedio de Gonzanamá, Ecuador | Parámetros climáticos promedio de Gonzanamá, Ecuador | Parámetros climáticos promedio de Gonzanamá, Ecuador | Parámetros climáticos promedio de Gonzanamá, Ecuador | Parámetros climáticos promedio de Gonzanamá, Ecuador | Parámetros climáticos promedio de Gonzanamá, Ecuador | Parámetros climáticos promedio de Gonzanamá, Ecuador |
| Mes                                                  | Ene.                                                 | Feb.                                                 | Mar.                                                 | Abr.                                                 | May.                                                 | Jun.                                                 | Jul.                                                 | Ago.                                                 | Sep.                                                 | Oct.                                                 | Nov.                                                 | Dic.                                                 | Anual                                                |
| ---------------------------------------------------- | ---------------------------------------------------- | ---------------------------------------------------- | ---------------------------------------------------- | ---------------------------------------------------- | ---------------------------------------------------- | ---------------------------------------------------- | ---------------------------------------------------- | ---------------------------------------------------- | ---------------------------------------------------- | ---------------------------------------------------- | ---------------------------------------------------- | ---------------------------------------------------- | ---------------------------------------------------- |
| Temp. máx. media (°C)                                | 23.5                                                 | 22.0                                                 | 23.5                                                 | 23.5                                                 | 23.6                                                 | 23.6                                                 | 23.5                                                 | 24.0                                                 | 24.9                                                 | 25.6                                                 | 26.0                                                 | 25.5                                                 | 24.5                                                 |
| Temp. media (°C)                                     | 18.0                                                 | 18.0                                                 | 18.0                                                 | 18.0                                                 | 18.0                                                 | 18.0                                                 | 17.5                                                 | 18.5                                                 | 18.5                                                 | 18.9                                                 | 19.1                                                 | 19.1                                                 | 18.0                                                 |
| Temp. mín. media (°C)                                | 15.0                                                 | 15.0                                                 | 15.0                                                 | 15.0                                                 | 15.0                                                 | 14.0                                                 | 14.0                                                 | 14.0                                                 | 15.0                                                 | 15.0                                                 | 15.0                                                 | 15.0                                                 | 15.0                                                 |
| Precipitación total (mm)                             | 81                                                   | 116                                                  | 137                                                  | 85                                                   | 33                                                   | 22                                                   | 6.2                                                  | 2.2                                                  | 2.6                                                  | 35                                                   | 29                                                   | 58                                                   | 607                                                  |
| Días de precipitaciones (≥ 1.0 mm)                   | 12                                                   | 20                                                   | 22                                                   | 12                                                   | 6                                                    | 4                                                    | 3                                                    | 1                                                    | 1                                                    | 4                                                    | 3                                                    | 10                                                   | 90                                                   |
| Fuente n.º 1: World Meteorological Organization      |                                                      |                                                      |                                                      |                                                      |                                                      |                                                      |                                                      |                                                      |                                                      |                                                      |                                                      |                                                      |                                                      |
| Fuente n.º 2: NOAA                                   |                                                      |                                                      |                                                      |                                                      |                                                      |                                                      |                                                      |                                                      |                                                      |                                                      |                                                      |                                                      |                                                      |

## División política
Gonzamaná tiene 5 parroquias, 1 urbana y 4 rurales.

### Parroquias urbanas
- Gonzamaná (cabecera cantonal)

### Parroquias rurales
- Changaimina (La Libertad)
- Purunuma (Eguiguren)
- Nambacola
- Sacapalca

## Límites
- Al norte: Cantón Catamayo
- Al sur: Cantones Calvas y Quilanga
- Al este: Cantones Catamayo y Loja
- Al oeste: Cantones Paltas y Calvas

## Población
La población del cantón Gonzanamá según el censo del 2001, representa el 3,7 % del total de la provincia de Loja, ha crecido en el último periodo ínter censal (1990–2001), a un ritmo del 1,3 % promedio anual. El 89,7% de su población reside en el área rural, se caracteriza por ser una población joven, ya que el 45,8% son menores de 20. La población asciende a 14.987 habitantes, cifra que se desglosa de la siguiente manera:
- Área urbana: 1.539 habitantes.
- Área rural: 13.448 habitantes.

## Fechas históricas
- Fiesta de san José: 19 de marzo
- Feria agrícola ganadera y artesanal: Último domingo de marzo
- Romería de la Virgen de la Caridad: 15 de junio
- Festividades del Sagrado Corazón de Jesús: Primer domingo de julio
- Fiesta de la Virgen del Carmen: 16 de julio
- Fiesta del Señor del buen suceso: 20 de agosto
- Fiestas de cantonización: 30 de septiembre